# Younuo
Le yunuo (autonyme ʑou13nɔ13, chinois 优诺语 Yōunuòyǔ) est une langue hmong-mien parlée dans la province de Guangxi en Chine.
En Chine les locuteurs du Younuo font partie de la nationalité yao.

## Classification interne
Le younuo appartient aux langues hmonguiques de la famille des langues hmong-mien. Sa place à l'intérieur de la famille reste difficile à établir. Les travaux anciens des chercheurs chinois (Mao, Meng, Zheng 1982, Chen 1984) le range parmi les parlers bunu, aux côtés du jiongnai ou du naoklao. Mao et Li en 2007, le séparent du bunu et le considèrent comme une branche à part entière des langues hmonguiques, au même niveau que les langues hmongs, le baheng, les langues bunu, le jiongnai et le ho nte.

## Phonologie
Les tableaux présentent les phonèmes vocaliques et consonantiques du younuo parlé à Xiaozhai (小寨).

### Voyelles
|         | Antérieure | Centrale | Postérieure |
| ------- | ---------- | -------- | ----------- |
| Fermée  | i [i]      |          | u [u]       |
| Moyenne | e [e]      | ə [ə]    | o [o]       |
| Ouverte | a [a]      |          | ɔ [ɔ]       |

### Diphtongues
Les diphtongues du younuo sont peu nombreuses. Ce sont: ei [ei], ai [ai], au [au], ui [ui], ui [ui], iu [iu] et ou [ou]. En dehors des voyelles et diphtongues les autres finales de syllabes sont n [n] et ŋ [ŋ].

### Consonnes
|            |             | Bilabiales | Alvéolaires | Alvéolaires | Alv.-pal. | Dorsales | Dorsales  | Glottales |
| ---------- | ----------- | ---------- | ----------- | ----------- | --------- | -------- | --------- | --------- |
| Centrales  | Latérales   | Bilabiales | Palatales   | Vélaires    | Alv.-pal. |          |           | Glottales |
| Occlusives | Sourde      | p [p]      | t [t]       |             |           |          | k [k]     |           |
| Occlusives | Aspirées    | ph [pʰ]    | th [tʰ]     |             |           |          | kh [kʰ]   |           |
| Occlusives | Asp. palat. | phj [pʰʲ]  | thj [tʰʲ]   |             |           |          | khj [kʰʲ] |           |
| Occlusives | Palatales   | pj [pʲ]    | tj [tʲ]     |             |           |          | kj [kʲ]   |           |
| Fricatives | sourdes     | f [f]      | s [s]       |             | ɕ [ɕ]     |          |           | h [h]     |
| Fricatives | Palatales   | fj [fʲ]    |             |             |           |          |           |           |
| Fricatives | Labialisées |            |             |             |           |          |           | hw [hʷ]   |
| Fricatives | Sonore      | v [v]      |             |             |           |          |           |           |
| Fricatives | Palatales   | vj [vʲ]    |             |             |           |          |           |           |
| Affriquées | Sourdes     |            | ts [t͡s]     |             | tɕ [t͡ɕ]   |          |           |           |
| Affriquées | Aspirées    |            | tsh [t͡sʰ]   |             | tɕh [t͡ɕʰ] |          |           |           |
| Affriquées | Asp. palat. |            | tshj [t͡sʲʰ] |             |           |          |           |           |
| Affriquées | Palatales   |            | tsj [t͡sʲ]   |             |           |          |           |           |
| Liquides   | Sonores     |            |             | l [l]       |           |          |           |           |
| Liquides   | Palatales   |            |             | lj [lʲ]     |           |          |           |           |
| Liquides   | Dévoisées   |            |             | l̥ [l̥]       |           |          |           |           |
| Liquides   | Palatales   |            |             | l̥j [l̥ʲ]     |           |          |           |           |
| Nasales    | Sonores     | m [m]      | n [n]       |             | ȵ [ȵ]     |          | ŋ [ŋ]     |           |
| Nasales    | Palatales   | mj [mʲ]    |             |             |           |          |           |           |
| Nasales    | Dévoisées   |            |             |             |           |          | ŋ̥ [ŋ̥]     |           |

### Une langue tonale
Le younuo est une langue tonale qui possède huit tons.
| Ton | Valeur | Exemple     | Traduction        |
| --- | ------ | ----------- | ----------------- |
| 1   | 33     | ŋ̩33         | eau               |
| 2   | 13     | ŋɔ13        | ciel              |
| 3   | 22     | tshɔ22      | cendres           |
| 4   | 22     |             |                   |
| 5   | 35     | l̥in33tai35  | étoile            |
| 6   | 31     | noŋ31       | oiseau            |
| 7   | 53     | lin13khuŋ53 | champ en terrasse |
| 8   | 31     |             |                   |

## Sources
- (fr) Niederer, Barbara, 1998, Les langues Hmong-Mjen (Miáo-Yáo). Phonologie historique, Lincom Studies in Asian Linguistics 07, Munich, Lincom Europa  (ISBN 3 89586 211 8)
- Mao Zongwu, Li Yunbing, 2007, 优诺语研究 - Yōunuòyǔ yánjiū, Pékin, Mínzú chūbǎnshè  (ISBN 7105089911)